# Wisterieae
Wisterieae,  tribus mahunarki iz potporodice Faboideae opisan 1994.Pripada mu 14 priznatih rodova.

## Rodovi
1. Tribus Wisterieae
  1. Sarcodum Lour. (3 spp.)
  2. Endosamara R. Geesink (1 sp.)
  3. Sigmoidala J. Compton & Schrire (1 sp.)
  4. Nanhaia J. Compton & Schrire (2 spp.)
  5. Wisteriopsis J. Compton & Schrire (5 spp.)
  6. Callerya Endl. (14 spp.)
  7. Villosocallerya L. Duan, J. Compton & Schrire (1 sp.)
  8. Serawaia J. Compton & Schrire (1 sp.)
  9. Whitfordiodendron Elmer (4 spp.)
  10. Kanburia J. Compton, Mattapha, Sirich. & Schrire (2 spp.)
  11. Afgekia Craib (2 spp.)
  12. Padbruggea Miq. (3 spp.)
  13. Austrocallerya J. Compton & Schrire (3 spp.)
  14. Wisteria Nutt. (4 spp.)